# 化州 (広東省)
化州（かしゅう）は、中国にかつて存在した州。現在の広東省化州市一帯に設置された。
南北朝時代、南朝梁により設置された羅州を前身とする。605年（大業元年）、隋により羅州は廃止され、その管轄区域は高州に移管された。
980年（太平興国5年）、北宋により弁州は化州と改称され、その後元代には化州路、明代には化州府に昇格した。1374年（洪武7年）、明は石竜県を廃止し州に統合、化州府も化州と改称され、清末まで沿襲された。
中華民国が成立すると1913年（民国2年）の州制廃止に伴い化県と改編された。1959年に呉川県と合併し化州県に再改編された。